# Шах-Алам (стадіон)
Стадіон Шах-Алам (малайська:Stadium Shah Alam) — багатоцільовий стадіон, розташований у Шах-Аламі, Селангор, Малайзія. Є найбільшим стадіоном штату Селангор.
Він використовується в основному для футбольних матчів, але також має усі можливості для проведення змагань з легкої атлетики. Стадіон є домашньою ареною футбольного клубу «Селангор», а його місткість становить 80 372 глядачів.

## Історія
Цей стадіон був натхненний стадіоном клубу «Хайдук Спліт», «Полюд» (побудований у 1979 році). Будівництво нової арени розпочалося 1 січня 1990 року, а офіційно відкритий віг був 16 липня 1994 року, коли шотландське «Данді Юнайтед» зіграло проти «Селангора» у першій грі товариського турніру, присвяченому відкриттю арени. Матч закінчився внічию 1:1, перший гол на стадіоні забив Біллі Маккінлі. Іншими командами на турнірі були «Баварія» (Мюнхен), «Лідс Юнайтед», Олімпійська команда Австралії та «Фламенго» (який і виграв турнір).

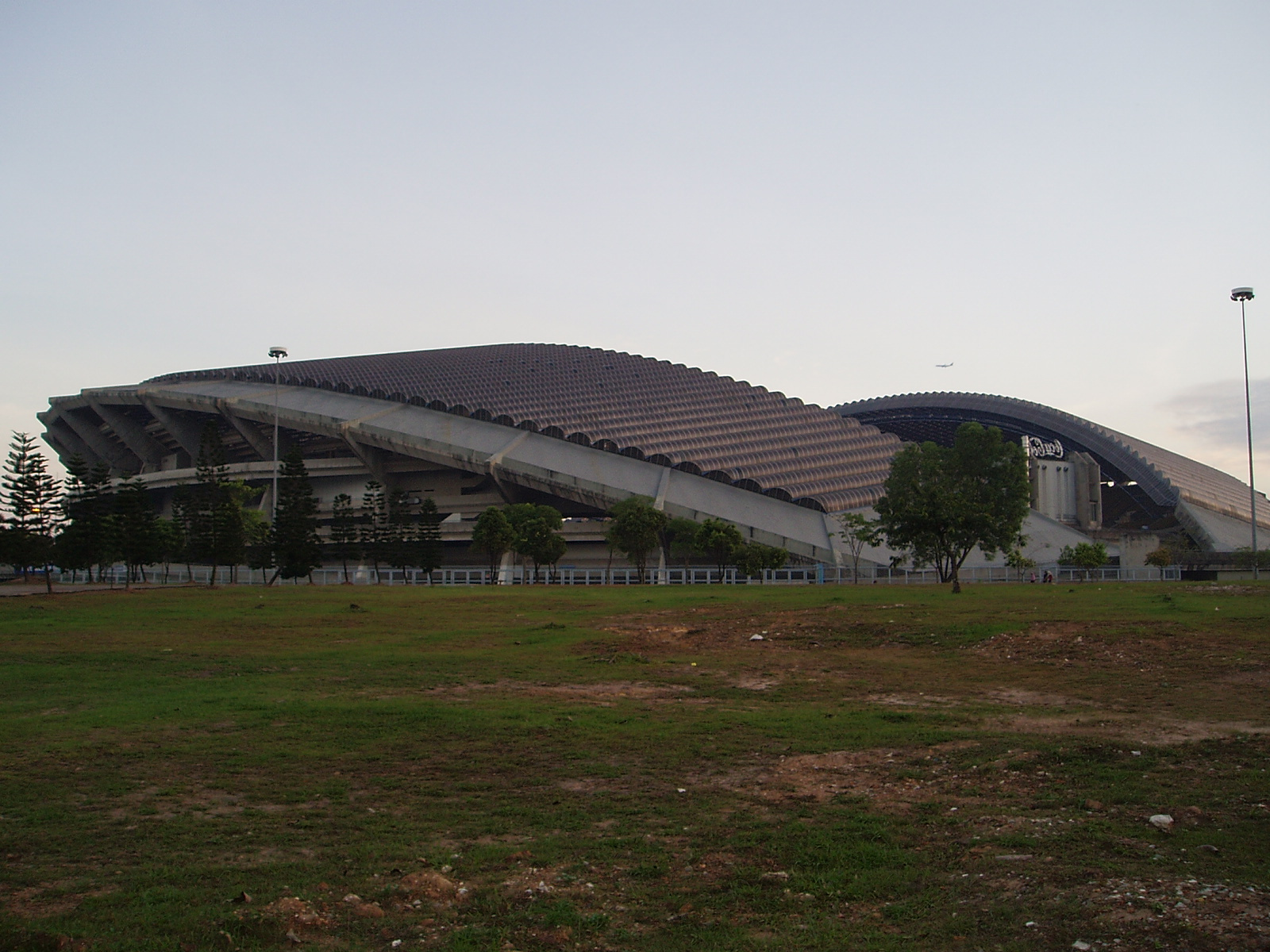
Зовнішній вигляд стадіону.

Стадіон розташований у східній частині Шах-Аламу і складається з величезних шестирівневих напівзакритих просторів. Це був найбільший стадіон Малайзії до завершення будівництва Національного стадіону в Букіт-Джалілі. Структура рами — це найдовша дуга, що стоїть у світі. Побудований за найновішими технологіями, тепер це популярне місце для проведення спортивних змагань світового класу. Стадіон спроєктував відомий малайзійський архітектор Хіджаз Кастурі.
На стадіоні є близько 5500 автомобільних місць на стоянках, що оточують стадіон. Стадіон став головною визначною пам'яткою в Шах-Аламі завдяки його масштабам та чудовій архітектурі. Окрім спортивних споруд, на стадіоні також є гоночне коло.
У 2011 році 3,4 мільйона RM було витрачено на оновлення стадіону, зокрема на модернізацію освітлювальної системи, ремонт даху, нову траву, а також на заміну сидінь, покращення звукової системи, модернізацію вбиралень, переробку деяких частин стадіону, ремонт душових кімнат, а також інших приміщень.
У 2014 році було витрачено 2,4 мільйона RM на другий етап модернізаційних робіт, який включав заміну понад 500 черепиць на даху, заміну трави на пошкоджених ділянках поля, модернізацію роздягалень та туалету та ін.
Стадіон «Шах-Алам» знову реконструювався у 2016 році та відкрився матчем Суперліги Малайзії між «Селангором» та «Кеда» 5 квітня.
Система освітлення також модернізована від 1200 до 2000 люкс.

## Матчі

### Виставкові матчі
29 липня 2008 року було проведено виставковий матч між командою Malaysia Select та англійським «Челсі». Матч закінчився перемогою англійців з рахунком 2:0 завдяки голам Ніколя Анельк та Ешлі Коула. 13 липня 2011 року інший клуб англійської Прем'єр-ліги «Арсенал» приймав на арені команду Малайзії XI в рамках клубу «Asia Tour»

### Чемпіонат АФФ2014 року

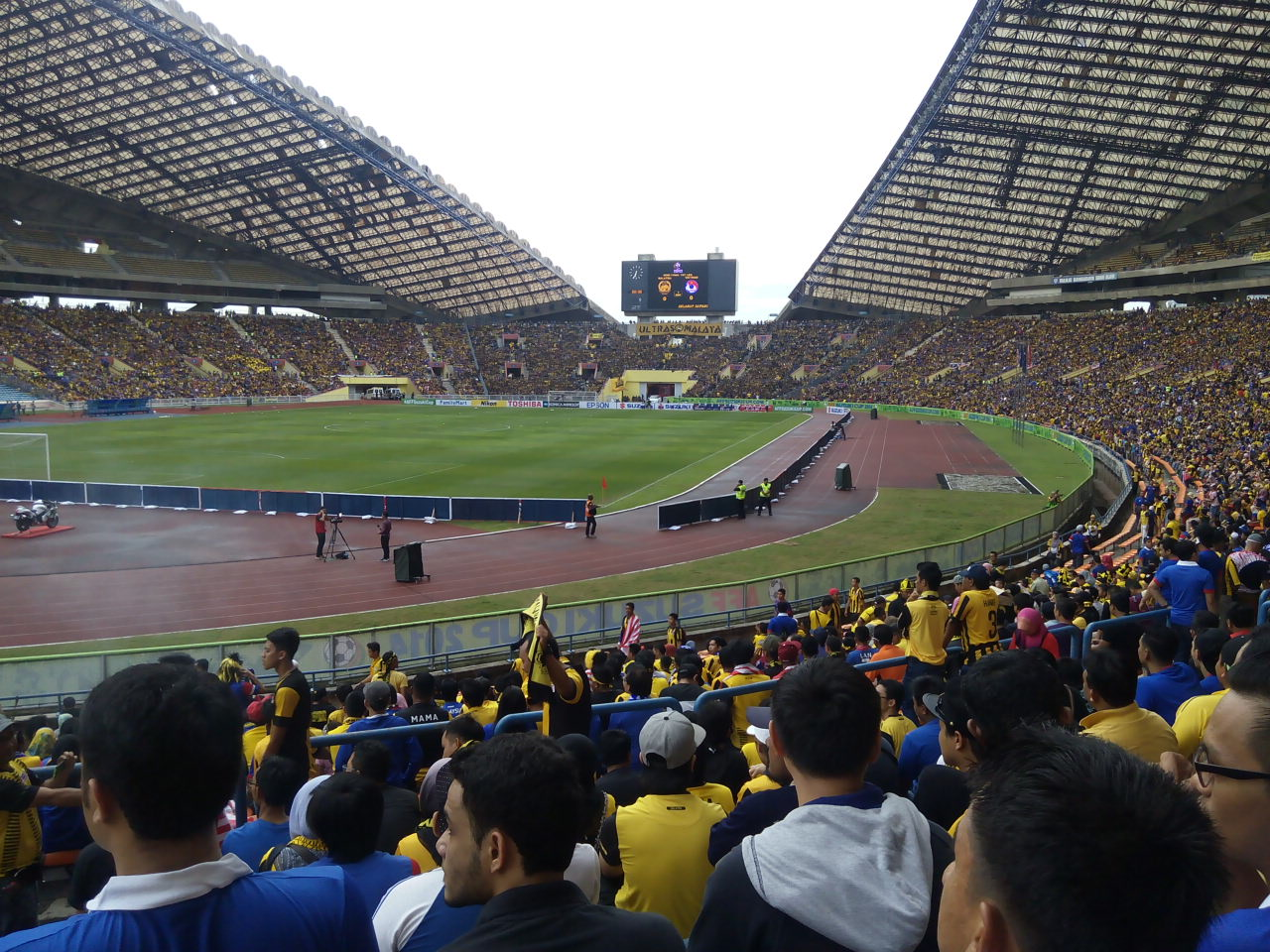
Матч між Малайзією та В'єтнамом під час чемпіонату АФФ 2014 року.

Перший півфінальний матч між Малайзією та В'єтнамом відбувся тут і закінчився з рахунком 1–2. Втім у другій грі у гостях малазійці перемогли 4:2 і вийшли у фінал турніру.

### Кубок Малайзії
Перший фінал Кубка Малайзії на цьому стадіоні пройшов 17 грудня 1994 року (68-й розіграш), коли «Сінгапур» переміг «Паханг» (4:0). Згодом на стадіоні «Шах-Алам» відбулися фінали Кубка Малайзії у 2011–2013 та 2015–2018 роках.

## Міжнародні матчі

### Молодіжний чемпіонат світу з футболу 1997року
| Дата           | Час (UTC+08) | Збірна #1 | Рахунок               | Збірна #2 | Раунд              | Глядачів |
| -------------- | ------------ | --------- | --------------------- | --------- | ------------------ | -------- |
| 16 червня 1997 | 21:00        | Малайзія  | 1–3                   | Марокко   | Груповий етап      | 25,000   |
| 17 червня 1997 | 20:00        | Уругвай   | 3–0                   | Бельгія   | Груповий етап      | 2,000    |
| 19 червня 1997 | 17:30        | Малайзія  | 1–3                   | Уругвай   | Груповий етап      | 10,000   |
| 19 червня 1997 | 20:00        | Марокко   | 1–1                   | Бельгія   | Груповий етап      | 8,000    |
| 22 червня 1997 | 17:30        | Малайзія  | 0–3                   | Бельгія   | Груповий етап      | 25,000   |
| 22 червня 1997 | 20:00        | Марокко   | 0–0                   | Уругвай   | Груповий етап      | 25,000   |
| 25 червня 1997 | 17:30        | Уругвай   | 3–0                   | США       | 1/8 фіналу         | 2,500    |
| 25 червня 1997 | 20:30        | Ірландія  | 2–1 (д.ч.)            | Марокко   | 1/8 фіналу         | 3,000    |
| 29 червня 1997 | 17:00        | Уругвай   | 1–1 (д.ч.) (7–6 пен.) | Франція   | Чвертьфінал        | 9,000    |
| 29 червня 1997 | 20:00        | Іспанія   | 0–1                   | Ірландія  | Чвертьфінал        | 9,000    |
| 2 липня 1997   | 20:30        | Уругвай   | 3–2 (д.ч.)            | Гана      | Півфінал           | 15,000   |
| 5 липня 1997   | 17:30        | Гана      | 1–2                   | Ірландія  | Матч за 3-тє місце | 28,000   |
| 5 липня 1997   | 20:30        | Уругвай   | 1–2                   | Аргентина | Фінальний матч     | 62,000   |

### Ігри Південно-Східної Азії 2001 року
| Дата                 | Час (UTC + 08) | Команда № 1 | Результат | Команда № 2 | Раунд          |
| -------------------- | -------------- | ----------- | --------- | ----------- | -------------- |
| 13 вересня 2001 року |                | Малайзія    | 1–0       | М'янма      | Півфінал       |
| 15 вересня 2001 року |                | Малайзія    | 0–1       | Таїланд     | Фінальний матч |

### Дівочий чемпіонат Азії U-16 2007 року
| Дата                 | Час (UTC + 08) | Команда № 1    | Результат | Команда № 2    | Раунд    | Відвідуваність |
| -------------------- | -------------- | -------------- | --------- | -------------- | -------- | -------------- |
| 14 березня 2007 року | 17:00          | КНР            | 1–3       | Японія         | Півфінал | 80             |
| 14 березня 2007 року | 20:00          | Північна Корея | 4–1       | Південна Корея | Півфінал | 120            |

### Ігри Південно-Східної Азії 2017 року
| Дата                | Час (UTC + 08) | Команда № 1 | Результат | Команда № 2 | Раунд          |
| ------------------- | -------------- | ----------- | --------- | ----------- | -------------- |
| 14 серпня 2017 року | 20:45          | Малайзія    | 2–1       | Бруней      | Груповий етап  |
| 15 серпня 2017 року | 16:00          | Індонезія   | 1–1       | Таїланд     | Груповий етап  |
| 16 серпня 2017 року | 20:45          | Сінгапур    | 1–2       | Малайзія    | Груповий етап  |
| 17 серпня 2017 року | 16:00          | В'єтнам     | 4–1       | Камбоджа    | Груповий етап  |
| 17 серпня 2017 року | 20:45          | Індонезія   | 3–0       | Філіппіни   | Груповий етап  |
| 20 серпня 2017 року | 20:45          | Філіппіни   | 0–4       | В'єтнам     | Груповий етап  |
| 21 серпня 2017 року | 20:45          | Малайзія    | 3–1       | М'янма      | Груповий етап  |
| 23 серпня 2017 року | 20:45          | Лаос        | 1–3       | Малайзія    | Груповий етап  |
| 24 серпня 2017 року | 16:00          | Індонезія   | 2–0       | Камбоджа    | Груповий етап  |
| 26 серпня 2017 року | 20:45          | Малайзія    | 1–0       | Індонезія   | Півфінал       |
| 29 серпня 2017 року | 20:45          | Малайзія    | 0–1       | Таїланд     | Фінальний матч |